# A magyar női labdarúgó-válogatott mérkőzései 2010-ben
A magyar női labdarúgó-válogatott 2010-ben tíz mérkőzésen lépett a pályára, ebből négy világbajnoki selejtező, a többi barátságos mérkőzés volt. Ősztől a szövetségi edzői poszton Vágó Attilát Kiss László váltotta, az utolsó két mérkőzésen már ő irányította a csapatot.
Szövetségi edző:
- Vágó Attila (174-181)
- Kiss László (182-183)

## Mérkőzések
| 174. mérkőzés 2010. február 23. | Magyarország | 1 – 0                         | Szerbia | Hódmezővásárhely |
| 174. mérkőzés 2010. február 23. | Zágor 44'    | (1 – 0) Részletek Jegyzőkönyv |         | Hódmezővásárhely |

| 175. mérkőzés 2010. március 9. | Magyarország | 1 – 1                         | Szlovákia | Telki |
| 175. mérkőzés 2010. március 9. | Tóth G. 4'   | (1 – 0) Részletek Jegyzőkönyv | ?         | Telki |

| 176. mérkőzés 2010. március 11. | Szlovákia | 1 – 1                         | Magyarország | Szenc |
| 176. mérkőzés 2010. március 11. | ? 88'     | (0 – 1) Részletek Jegyzőkönyv | Vágó 22'     | Szenc |

| 177. mérkőzés 2010. március 31. vb-selejtező | Magyarország      | 2 – 0                         | Bosznia-Hercegovina | Sopron Játékvezető: Hilal Tuba Tosun (TUR) |
| 177. mérkőzés 2010. március 31. vb-selejtező | Vágó 9' Pádár 36' | (2 – 0) Részletek Jegyzőkönyv |                     | Sopron Játékvezető: Hilal Tuba Tosun (TUR) |

| 178. mérkőzés 2010. május 5. | Magyarország | 3 – 1                         | Szlovénia | Zalaegerszeg |
| 178. mérkőzés 2010. május 5. | Fogl Méry    | (2 – 0) Részletek Jegyzőkönyv | ?         | Zalaegerszeg |

| 179. mérkőzés 2010. május 20. vb-selejtező | Ukrajna | 4 – 2                         | Magyarország | Csernyihiv |
| 179. mérkőzés 2010. május 20. vb-selejtező | ?       | (2 – 1) Részletek Jegyzőkönyv | Jakabfi      | Csernyihiv |

| 180. mérkőzés 2010. június 19. vb-selejtező | Lengyelország         | 0 – 0 | Magyarország | Kielce |
| 180. mérkőzés 2010. június 19. vb-selejtező | Részletek Jegyzőkönyv |       |              | Kielce |

| 181. mérkőzés 2010. augusztus 25. vb-selejtező | Románia            | 2 – 3                         | Magyarország                   | Bukarest |
| 181. mérkőzés 2010. augusztus 25. vb-selejtező | Spanu 38' Olar 48' | (1 – 2) Részletek Jegyzőkönyv | Jakabfi 15' 34' 91' (11-esből) | Bukarest |

| 182. mérkőzés 2010. november 26. | Magyarország                      | 3 – 4                         | Csehország                                          | Győr, ETO Park |
| 182. mérkőzés 2010. november 26. | Jakab R. 49' Pádár 66' Tálosi 86' | (0 – 1) Részletek Jegyzőkönyv | Pincová 34' Cvernová 48' Martínková 62' Voňková 79' | Győr, ETO Park |

| 183. mérkőzés 2010. november 28. | Csehország   | 1 – 2                         | Magyarország          | Lanžhot, TJ Sokol Lanžhot-pálya |
| 183. mérkőzés 2010. november 28. | Požárová 65' | (0 – 0) Részletek Jegyzőkönyv | Vágó 78' Jakab R. 86' | Lanžhot, TJ Sokol Lanžhot-pálya |